# Dasle
Dasle település Franciaországban, Doubs megyében. Lakosainak száma 1370 fő (2022. január 1.). Dasle Dampierre-les-Bois, Seloncourt, Vandoncourt, Beaucourt és Montbouton községekkel határos.

## Népesség
A település népességének változása:
| Lakosok száma | 1357 | 1439 | 1418 | 1338 | 1423 | 1420 | 1417 | 1392 | 1380 | 1370 |
|               | 1968 | 1982 | 1990 | 2006 | 2013 | 2015 | 2017 | 2019 | 2020 | 2022 |